# فرودگاه پام شهرستان بیچ گلیدز
 فرودگاه پام بیچ کانتی گلیدز (به انگلیسی: Palm Beach County Glades Airport) یک فرودگاه است . این فرودگاه در کشور ایالات متحده آمریکا قرار دارد .